# Cantonul Excideuil
Cantonul Excideuil este un canton din arondismentul Périgueux, departamentul Dordogne, regiunea Aquitania, Franța.

## Comune
| Comune                    | Populație (1999) | Cod poștal | Cod INSEE |
| ------------------------- | ---------------- | ---------- | --------- |
| Anlhiac                   | 293              | 24160      | 24009     |
| Clermont-d'Excideuil      | 250              | 24160      | 24124     |
| Excideuil                 | 1.184            | 24160      | 24164     |
| Génis                     | 475              | 24160      | 24196     |
| Preyssac-d'Excideuil      | 161              | 24160      | 24339     |
| Sainte-Trie               | 119              | 24160      | 24507     |
| Saint-Germain-des-Prés    | 523              | 24160      | 24417     |
| Saint-Jory-las-Bloux      | 260              | 24160      | 24429     |
| Saint-Martial-d'Albarède  | 490              | 24160      | 24448     |
| Saint-Médard-d'Excideuil  | 554              | 24160      | 24463     |
| Saint-Mesmin              | 258              | 24270      | 24464     |
| Saint-Pantaly-d'Excideuil | 159              | 24160      | 24476     |
| Saint-Raphaël             | 112              | 24160      | 24493     |
| Salagnac                  | 873              | 24160      | 24515     |